# ويليام جي. ألستون
ويليام جي. ألستون هو قاضي ومحامي وسياسي أمريكي، ولد في 31 ديسمبر 1800 في Petersburg, Georgia ‏ في الولايات المتحدة، وتوفي في 10 يونيو 1876 في Magnolia, Alabama ‏ في الولايات المتحدة. نشط حزبياً في حزب اليمين والحزب الديمقراطي. وقد انتخب عضو مجلس نواب ألاباما ‏ وانتخب عضو مجلس النواب الأمريكي ‏.